# 239716 Felixbaumgartner
239716 Felixbaumgartner è un asteroide della fascia principale. Scoperto nel 2009, presenta un'orbita caratterizzata da un semiasse maggiore pari a 2,7244564 UA e da un'eccentricità di 0,1047656, inclinata di 5,05085° rispetto all'eclittica.
L'asteroide è dedicato al paracadutista austriaco Felix Baumgartner.